# النا آندریش
النا آندریش (رومانیایی: Elena Andrieș؛ زادهٔ ۲۱ سپتامبر ۱۹۹۴) وزنه‌بردار زن اهل رومانی است.
وی در مسابقات کشوری و بین‌المللی در مجموع برندهٔ ۲ مدال طلا، ۲ مدال برنز شده‌است.